# Preloka
Préloka je naselje v Sloveniji, v jugovzhodnem delu Bele krajine. Leži visoko nad reko Kolpo ob cesti Vinica – Preloka – Adlešiči. V bližini je hrib Krtinjek  (335 m), s katerega je lep razgled na dolino Kolpe.

## Geografija
Povprečna nadmorska višina naselja je 226 m.
Pomembnejša bližnja naselja so: Adlešiči (7,5 km), Vinica (6 km) in Črnomelj (19 km).
Naselje sestavljajo zaselki: Preloka, Kroci, Jakovini, Novoseli, Škavurini, Valeti in Vidine.
Ime Preloka je ledinsko ime za lego pred loko, njeni zaselki Kroci, Jakovini, Valeti, Vidine, Novoseli in Škavurini pa so patronimična imena (izpeljana iz osebnih lastnih imen, npr. Vidine iz priimka Vidina, Kroci iz Krotec itd.). Preloka v ožjem pomenu besede, torej brez zaselkov, se je tja do leta 1880 imenovala tudi Brdo. Od približno leta 1953 so nove hišne številke, od takrat imajo hišne številke Preloka tudi vsi njeni zaselki.
V vasi so razvite vse panoge kmetijstva - poljedelstvo, živinoreja, sadjarstvo, vinogradništvo (zelo kvalitetno belo in rdeče vino dajejo žlahtne trte, posajene na južnih in zahodnih pobočjih pod vasjo in na Krtinjku).
Ob zadnjem popisu prebivalstva leta 2002 je v vasi živelo 143 ljudi, število prebivalcev žal upada (1961 – 266 ljudi, 1971 – 234, 1981 – 198 in 1991 – 158 ljudi).
Preloka ima župnijsko cerkev sv. Trojice in lep večnamenski dom.  Ta dom so leta 1974 začeli graditi gasilci in kulturniki, ki so na Preloki tako rekoč eno. Odprli so ga leta 1983 in so nanj zelo ponosni, saj je v njem med drugim dvorana za 150 ljudi z enim največjih odrov v Beli krajini.
Na Preloki je bil rojen dolgoletni igralec Slovenskega stalnega  gledališča v Trstu Stane Starešinič (1921 – 1994). Na Preloko se je vse življenje rad vračal in je imel veliko zaslug za razcvet tukajšnjega folklorizma in za gledališki utrip kraja. Tu je zdaj tudi pokopan v družinskem grobu. 
Preloka je bila od nekdaj zanimiva za etnologe, muzikologe, ljubitelje lepe narave in panoramskih razgledov, za fotografe, filmarje … Ni mnogo krajev v Sloveniji, ki se lahko pohvalijo s tako lepo lego in predvsem zanimivimi in gostoljubnimi ljudmi, ki še niso povsem utonili v morju svetovne globalizacije.

## Zanimivosti

### Nekdanja šola
Preloška šola je bila zgrajena leta 1866. Bila so leta, ko je šolo obiskovalo tudi po 198 otrok (vse od Zilj do Žuničev) in so v njej poučevali tudi po trije učitelji. S šolskim letom 1963/64 je postala podružnična, s samo prvimi 4 razredi, po šolskem letu 1978/79 pouka na Preloki ni več, šola, ki je nekoč slovela kot ena najlepših šolskih stavb v Beli krajini, pa prav žalostno propada. Kot arhitekturna kulturna dediščina  je ta stavba razglašena za kulturni spomenik lokalnega pomena, v lasti Občine Črnomelj. 

### Župnijska cerkev sv. Trojice Preloka
Na arheološko zaščitenem hribčku nad vasjo je farna cerkev sv. Trojice, ki je bila prvič izpričana leta 1354 (capella sancta Trinitatis). Omenjena je tudi v popisu kranjskih cerkvenih dragotin iz leta 1526 (h. Dryualtigkayt), kjer je navedeno, da je cerkev farna in da ima srebrn kelih z bakrenim stojalom. Preloška cerkev (der Hocheil. Trinität, zu Preloka) je v Valvasorjevi Slavi vojvodine Kranjske iz leta 1689 omenjena kot ena od podružnic župnije Vinica. Leta 1787 se je iz viniške župnije izločila kot lokalija (kaplanija lokali, teritorialna in delno upravna enota katoliške cerkve, ki ima stalnega duhovnika in je podrejena župniji). 1. 1. 1876 je bila lokalija Preloka povzdignjena v župnijo. Največja znamenitost cerkve so baročni glavni oltar sv. Trojice (1864) ter klopi in lestenci, narejeni po Plečnikovih načrtih.
Današnja župnija obsega vasi Preloka, Zilje, Balkovci in Žuniči. Župnija ima danes približno 400 duš. Podružnice so cerkev sv. Antona v Ziljah, kapela Rožnovenske Matere Božje v Grdunih (Balkovci) in kapela sv. Nikolaja v Žuničih. 
Župnik Jožef Bambič je med prvo svetovno vojno pisal župnijsko kroniko. Original kronike hrani arhiv nadškofije Ljubljana. Kronika je bila leta 2023 objavljena v knjigi z naslovom  Kronika župnije Preloka (COBISS)

### Folklorna skupina »Lepa Anka«Preloka
Preloka je bila od nekdaj kulturno zelo razgibana vas, začetek organiziranega kulturnega delovanje pa sega v leto 1952, ko je bila uradno ustanovljena folklorna skupina in so pod vodstvom Staneta Starešiniča pripravili kar dveurni program belokranjskih plesov in pesmi, oziroma v leto 1953, ko je bil ustanovljen KUD Svoboda »Oton Župančič« Preloka (15. avgusta 1953); njegov prvi predsednik je bil Slavko Novak. 
Leta 1960 je prevzela vodenje folklorne skupine Marija Starešinič in jo potem vodila kar 40 let, Franc Starešinič pa je skoraj prav toliko let vodil tamburaše. Ta skupina je pod imenom FS Lepa Anka Preloka nastopala po vsej naši domovini (od Beltincev do Kopra, Kamnika, Ljubljane …) in tudi tujini (od Zagreba, Celovca, Rezije … vse do nastopa na Trgu sv. Petra v Rimu leta 1996). In na mednarodnem folklornem festivalu v Gorici v Italiji je bila leta 1974 razglašena za eno izmed najbolj izvirnih, pristnih folklornih skupin.

## Kje smo?
Slikovita gručasta vas Preloka stoji na razgledni vzpetini, visoko nad levim bregom Kolpe, v jugovzhodnem delu Bele krajine, ob cesti Vinica – Preloka – Adlešiči.  Z vrha vzpetine (302 m), kjer stojita cerkev sv. Trojice z nadvse zanimivo in pestro zgodovino ter šolsko poslopje še iz francjožefovskih časov, in s hriba Krtinjek (335 m), zahodno od vasi, je čudovit razgled na dolino Kolpe, daleč na Hrvaško in ob jasnem vremenu celo do Kamniških Alp. Geografsko spada to območje k nizkemu krasu, v smeri proti Adlešičem je jama Šikara, ki jo je med drugimi raziskoval znani učitelj na Preloki in kasneje španski borec Mihael Pintar – Toledo, proti Kolpi pa jama Školji, o kateri se je po ustnem izročilu ohranila legenda o materi, ki se je vanjo zatekla pred Turki. Med bolj znanimi sta še Petrišina jama in Džot (tudi z znano legendo).
Upravno spadamo v krajevno skupnost Vinica in v občino Črnomelj.